# 赫梅利尼茨基機場
赫梅利尼茨基機場（烏克蘭語：Міжнародний аеропорт "Хмельницький）是一坐位於烏克蘭赫梅利尼茨基西南方7公里的機場。現時只有通用航空的服務。